# Tired of England
Tired of England – tytuł utworu z drugiego studyjnego albumu zespołu Dirty Pretty Things, Romance at Short Notice, a także pierwszego i zarazem ostatniego promującego go singla, który został wydany 23 czerwca 2008. W notowaniu UK Singles Chart wydawnictwo to osiągnęło 54. pozycję.

## Wersje
Singel Tired of England został wydany w trzech wersjach:
1. na płycie gramofonowej w dwóch różnych edycjach –
  - na jednej (Gatefold Sleeve) oprócz utworu tytułowego znalazł się utwór The Weekenders,
  - na drugiej (Coloured Vinyl) prócz utworu tytułowego umieszczono piosenkę Run Fat Boy Run;
2. na CD, która zawierała piosenkę tytułową oraz utwór Holly Golightly